# Sandsfoot Castle

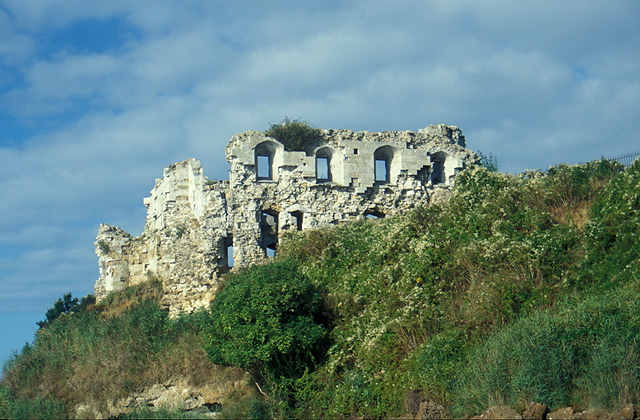
Sandsfoot Castle

Sandsfoot Castle ist die Ruine einer Festung, die von Heinrich VIII. westlich von Weymouth in Dorset an der englischen Südküste in den Jahren nach 1530 gebaut wurde. Nach der englischen Reformation sah sich Heinrich VIII. vom katholischen Teil Europas bedroht und baute eine Reihe von Festungen zum Schutz des Landes. Sandsfoot Castle und die ihm gegenüberliegende Festung Portland Castle sicherten den Hafen von Portland.
Die Festung war rechteckig mit zwei Stockwerken und einem Kellergeschoss. Sie war an einer Nord-West-/Süd-Ost-Achse ausgerichtet, hatte eine Reihe von schweren Geschützen und war von einem Graben sowie vorgelagerten Befestigungen umgeben.
Die Festung war als Küstenverteidigungsstellung konstruiert worden und daher gegen Angriffe von Land nicht sehr gut geschützt. Im Englischen Bürgerkrieg wechselte die Anlage öfter die Besitzer. In ihrem Keller befand sich während des Bürgerkriegs eine Münze und gab der Anlage für Angreifer wie Verteidiger eine besondere Bedeutung.
Sandsfoot Castle kam durch die fortschreitende Küstenerosion in eine gefährliche Lage und wurde schon bald nach dem Bürgerkrieg aufgegeben. Es gibt Bestrebungen, ihre Überreste zu erhalten und sie im Zusammenhang mit den Segelwettbewerben der Olympischen Spiele 2012, die im Portland Harbour stattfinden, der Öffentlichkeit wieder zugänglich zu machen.